# Tề dân yếu thuật

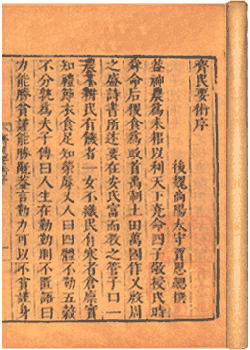
Ấn bản Tề dân yếu thuật vào thời Minh.

Tề dân yếu thuật (giản thể: 齐民要术; phồn thể: 齊民要術; bính âm: Qímín yàoshù; Wade–Giles: Ch‘i-min Yao-shu; nghĩa đen 'Những kỹ thuật thiết yếu để trị quốc an dân'), là tác phẩm nông nghiệp cổ đại được bảo tồn hoàn chỉnh nhất của Trung Quốc, do viên quan triều Bắc Ngụy là Giả Tư Hiệp biên soạn, vốn quê ở Thọ Quang, tỉnh Sơn Đông, một vùng sản xuất nông nghiệp lớn. Sách này hoàn thành vào năm Vũ Định thứ hai triều Đông Ngụy (544), cũng có thuyết cho rằng được viết trong khoảng từ năm 533 đến 544. Đây là một trong những bộ sách nông nghiệp toàn diện và có giá trị nhất của Trung Quốc cổ đại, và cũng được xem là một trong những tài liệu nông nghiệp lâu đời nhất còn tồn tại trên thế giới.
Tác phẩm ghi lại các kỹ thuật canh tác, làm vườn, trồng rừng, nuôi tằm, chăn nuôi gia súc, thú y, phối giống, ủ rượu, nấu ăn, tích trữ lương thực và kỹ thuật phòng chống thiên tai ở khu vực hạ lưu sông Hoàng Hà vào thế kỷ 6. Ngoài ra còn chép thêm 280 công thức nấu ăn nữa. Nội dung chính của sách chia làm 10 quyển, gồm 92 thiên, trích dẫn gần 200 loại cổ thư, trong đó có nhiều tác phẩm nông học quan trọng thời Hán Tấn như Phạm Thắng chi thư (氾勝之書) và Tứ dân nguyệt lệnh (四民月令) mà nay đã thất truyền. Nhờ vậy mà hậu thế mới có thể hiểu được cách vận hành nông nghiệp thời bấy giờ. 
Từ khi ra đời, các triều đại phong kiến Trung Quốc đều coi trọng sách này, và khi truyền ra nước ngoài, nó cũng thường được sử dụng làm tài liệu kinh điển để nghiên cứu sự thay đổi của các giống cây trồng và vật nuôi cổ. Đôi lúc còn đóng vai trò như một cẩm nang hướng dẫn nông nghiệp trong suốt nhiều thế kỷ. Khi Charles Darwin nghiên cứu thuyết tiến hóa, trong tác phẩm Nguồn gốc các loài, ông từng tham khảo một cuốn "bách khoa toàn thư cổ đại Trung Quốc". Cuốn sách mà ông ấy nhắc đến thực chất là Tề dân yếu thuật. Tề dân yếu thuật được giải thích là "kỹ thuật mà dân thường kiếm sống", nhưng cũng có thể diễn giải thành "kỹ thuật để khai thác sinh kế của người dân".